# حزب سوسیالیست کانادا
حزب سوسیالیست کانادا ( SPC ) یک حزب سیاسی سوسیالیست در کانادا، وابسته به جنبش سوسیالیست جهانی است.
در ژوئن ۱۹۳۱ در وینیپگ، مانیتوبا توسط فیلیس کوریوو (سیاستمدار انگلیس کلمبیا) تاسیس شد.